# Lex posterior derogat priori
Lex posterior derogat priori (также лат. Lex posterior derogat legi priori — «позднейшим законом отменяется более ранний») — принцип юридической логики, в соответствии с которым при коллизии между более ранним и более поздним законом (так называемая «темпоральная коллизия») применяются нормы позднейшего закона, даже если в нём нет явных положений об отмене действия раннего закона.

## Характеристика
Данный принцип восходит к римскому праву. Сейчас принцип приоритета позднее изданного акта является общеправовым. Применяется в юридической технике и при толковании права.
Более поздний закон (норма права, нормативный акт) должен обладать одинаковой юридической силой по сравнению с предшествующим законом (например, быть изданным тем же нормотворческим органом). Как и в случае, если бы он обладал большей юридической силой, он повлечёт фактическую утрату силы предшествующего закона, даже несмотря на то, что тот формально не отменён.
Более поздний закон должен распространяться на тот же вопрос, что и предыдущий. Коллизия возникает только из-за применимости обоих законов к одному вопросу.
Принцип относится и к договорам: лат. Lex posterior derogat priori. Quae postea geruntur prioribus derogant — «позднейшим законом отменяется более ранний. Позднейшей сделкой отменяется предшествующая».

## Международное право
Венская конвенция о праве международных договоров от 23 мая 1969 года в ст. 30 «Применение последовательно заключенных договоров, относящихся к одному и тому же вопросу» определяет, что если все участники предыдущего договора являются также участниками последующего договора, но действие предыдущего договора не прекращено или не приостановлено, предыдущий договор применяется только в той мере, в какой его положения совместимы с положениями последующего договора.

## Россия
Конституционным судом России было отмечено, что по общему правилу, при расхождении норм действующего законодательства по одному и тому же вопросу применению подлежит норма, изданная позднее.
Согласно правовым позициям Конституционного Суда Российской Федерации к числу законодательных актов, утративших силу, следует относить акты не только формально отменённые, но и фактически недействующие в силу издания более поздних актов, которым они противоречат. Например, в отношении федеральных законов как актов одинаковой юридической силы применяется правило «lex posterior derogat priori» («последующий закон отменяет предыдущие»), означающее, что даже если в последующем законе отсутствует специальное предписание об отмене ранее принятых законоположений, в случае коллизии между ними действует последующий закон; вместе с тем независимо от времени принятия приоритетными признаются нормы того закона, который специально предназначен для регулирования соответствующих отношений (см. Lex specialis derogat generali).